# Контейнеровоз
Контейнеровозът е специализиран товарен кораб за превозване на товари в еднородни големи товарни единици – контейнери (TEU). Обикновено екипажът на контейнеровозите е съставен от 10 – 26 души, тъй като тези кораби са силно автоматизирани.
Първите контейнеровози се появяват след Втората световна война и представляват модифицирани петролни танкери. През 1951 г. първите специално създадени за целта контейнеровози започват своите курсове в Дания и между Сиатъл и Аляска.
Първият контейнеровоз в България е пуснат в експлоатация на 30 април 1972 г. във Варна. Това е преустроеният моторен кораб „Елена“ (проект 546 А).

## Класификация
Контейнеровозите се разделят на 7 основни категории според размера им. Към декември 2012 г. съществуват 161 контейнеровоза с TEU над 10 000 и 51 пристанища по света, които могат да ги приемат.
- Small feeder – до 1000 TEU
- Feeder – 1001 – 2000 TEU
- Feedermax – 2001 – 3000 TEU
- Panamax – 3001 – 5100 TEU
- Post-Panamax – 5101 – 10 000 TEU
- New Panamax (Neopanamax) – 10 000 – 14 500 TEU
- Ultra Large Container Vessel (ULCV) – над 14 500 TEU

## Закрепяне на товари
Контейнерите се закрепят с помощта на заключващи се крепежни елементи, които се намират в долните ъгли на всеки етаж и служещи за предотвратяване на хоризонталното и вертикалното преместване на контейнерите. Освен това допълнително могат да се използват вертикални и диагонални крепежни елементи. Контейнерите могат също да „висят“ на капаците на люковете или други корабни конструкции, при условие че те не излизат извън границите на борда на кораба. Условието за достатъчна видимост от мостика на кораба определя максималното количество етажи от контейнери, които могат да се поставят на палубата. Разработени са и са внедрени методики за увеличаване на вместимостта на големите контейнеровози.

## Типове превозвани контейнери
- Стандартен 20-футов контейнер (20'DC)
- Стандартен 40-футов контейнер (40'DC)
- 20- и 40-футов контейнер тип „OPEN TOP“ (открит, 20'OT, 40'OT)
- 20- и 40-футов контейнер тип „FLAT RACK“ (20'FR, 40'FR)
- 20- и 40-футов контейнер тип „TANK“ (20'TC), 40'TC)
- 20- и 40-футов хладилен контейнер (20'REF, 40'REF)
- 40-футов контейнер тип „HIGH CUBE“ (40'HC)
- 45-футов контейнер тип „HIGH CUBE“ (45'HC)
- 48-футов контейнер тип „HIGH CUBE“ (нестандартен контейнер, използва се много рядко)

## Характеристика на флота
Към 2010 г. контейнеровозите представляват 13,3% от световния флот по тонаж. Общият им тонаж е нараснал от 11 млн. дедуейта през 1980 г. до 169 млн. дедуейта към 2010 г. Общият тонаж на всички товарни кораби представлява 21,8% от световния флот.
Към 2009 г. средната възраст на контейнеровозите по света е 10,6 години, което ги прави най-младите товарни кораби, следвани от бълкерите (16,6 години) и петролните танкери (17 години).
Международното право изисква всеки търговски кораб да е регистриран в държава, наречена държава на флага. Тази държава упражнява регулаторен контрол върху съда и трябва да го инспектира редовно, да сертифицира оборудването и екипажа на кораба и да издава документи за безопасност и екологичност. Панама разполага с най-много контейнеровози под свой флаг – 541. Седем други държави на флага разполагат с над 100 регистрирани контейнеровоза: Либерия (415), Германия (248), Сингапур (177), Кипър (139), Маршалските острови (118) и Великобритания (104). Флаговете на Панама, Либерия и Маршалските острови са отворени за регистрация и се считат за удобни флагове от Международната федерация на транспортните работници. За сравнение, морски държави като САЩ и Япония разполагат само със 75 и 11 регистрирани контейнеровоза съответно.
Повечето кораби се изкарват от флота чрез процес, наречен утилизация (рязане за скрап). До това се прибягва рядко при кораби под 18-годишна възраст и често за тези над 40-годишна възраст. Към 2009 г. над 96% от утилизацията в света се осъществява в Китай, Индия, Бангладеш и Пакистан.